# Марк Ли
Марк Ли (енгл. Mark Lee) је аустралијски глумац и редитељ. Рођен је у Сиднеју 1958. године. Радио је 30 година на филму, телевизији и позоришту. Најпознатији је по улози Арчија Хамилтона у филму Галипоље. Деби му је био на филму Strange Holiday 1969. године. Глумио је 1987. у телевизијској драми Вијетнам и 1989. у култном филму Everlasting Secret Family. Глумио је хомосексуалца у филму Sex Is A Four Letter Word. Женио се два пута и има децу.